# Distrito de Cusipata
El Distrito de Cusipata es uno de los doce distritos de la provincia de Quispicanchi, ubicada en el departamento de Cuzco, Perú, bajo la administración el Gobierno regional del Cuzco. 
La provincia de Quispicanchi, desde el punto de vista jerárquico de la Iglesia Católica, pertenece a la Arquidiócesis del Cusco.

## Historia
El Distrito fue creado mediante Ley n.º 9164 del 5 de septiembre de 1940, dado en el gobierno del Presidente Manuel Prado Ugarteche.

## Geografía
Su capital, Cusipata

## División administrativa
Está conformado por siete Comunidades Campesinas  como son Tintinco, Pataccolcca, Parupujio, Moccoraise, Yaucat, Paucarpata, Chillihuani.
Yaucat se encuentra ubicado a 7 km de Cusipata en la margen izquierda del río Vilcanota.

## Autoridades

### Municipales
- 2019 - 2022[3]
  - Alcalde: Edgar Mescco Maza, de Fuerza Inka Amazónica.
  - Regidores:

  1. Edit Yépez Chilo (Fuerza Inka Amazónica)
  2. Isidro Ccoa Chino (Fuerza Inka Amazónica)
  3. Florencio Huaillani Cartagena (Fuerza Inka Amazónica)
  4. Santiago Mamani Zevallos (Fuerza Inka Amazónica)
  5. Juan Cancio Armuto Guerra (Restauración Nacional)

## Festividades
- Virgen asunta (15 de agosto).
- Carnavales (Capuli Raymi).